# Jaime Castañeda
Jaime Alberto Castañeda Ortega (* 29. Oktober 1986 in Chigorodó, Antioquia) ist ein kolumbianischer Radrennfahrer.

## Sportliche Laufbahn
Jaime Castañeda wurde 2003 auf der Bahn in der Juniorenklasse kolumbianischer Meister im Madison und im Scratch. 2006 gewann er das U23-Straßenrennen der nationalen Meisterschaft.
Anschließend erhielt er ab Juli 2006 einen Vertrag für das italienische ProTeam Lampre-Fondital und fuhr für diese Mannschaft bis zum Ende der Saison 2008 ohne vordere Platzierungen zu erreichen. Anschließend fuhr er für kleinere kolumbianische Mannschaften. Er gewann in der Folge mehrere Rennen der UCI America Tour, darunter im Jahr 2010 die Gesamtwertung der Volta Ciclística Internacional de Gravataí.

## Erfolge
2006
- Kolumbianischer Meister – Straßenrennen (U23)

2010
- eine Etappe Vuelta a Cuba
- Gesamtwertung Volta Ciclística Internacional de Gravataí
- eine Etappe Vuelta a Colombia

2011
- zwei Etappen Vuelta a la Independencia Nacional

2014
- Mannschaftszeitfahren Vuelta a Colombia

2015
- zwei Etappen Vuelta Independencia Nacional República Dominicana

## Teams
- 2006 Lampre-Fondital (ab 1. Juli)
- 2007 Lampre-Fondital
- 2008 Lampre-Fondital
- 2010 UNE-EPM
- 2011 EPM-UNE
- 2012 Colombia-Comcel
- 2013 EPM-UNE
- 2014 EPM-UNE
- 2015 EPM-UNE-Área Metropolitana
- 2016 Movistar Team
- 2019 EPM